# Veszprém (županija)
Županija Veszprém (madžarsko Veszprém vármegye) je županija na zahodu Madžarske, severno od Blatnega jezera. Upravno središče županije je Belomost.

### Mestna okrožja
- Belomost (madž. Veszprém; sedež županije)

### Mesta in večji kraji
(po številu prebivalcev)
- Pápa (33.583)
- Ajka (31.971)
- Várpalota (21.682)
- Tapolca (17.914)
- Balatonfüred (13.289)
- Balatonalmádi (8.514)
- Zirc (7.445)
- Sümeg (6.847)
- Berhida (5.927)
- Devecser (5.232)
- Balatonfűzfő (4.337)
- Herend (3.446)
- Badacsonytomaj (2.312)